# Konstantin 2. (kejser)
 Der er flere personer med dette navn, se Konstantin 2..
Konstantin 2. (316 – 340) var romersk kejser fra 337 til 340 og den ældste af Konstantin den Stores legitime sønner. 
Ligesom sine yngre brødre Constans og Constantius 2. blev han af faderen udnævnt til Cæsar og fik Gallien, Hispania (Den Iberiske Halvø) og Romersk Britannien under sig. Hans og brødrenes magt var dog begrænset under faderens styre. Dette ændrede sig imidlertid, da Konstantin den Store døde i 337, hvorefter de tre brødre hver fik titlen af Augustus og derved reelt blev kejsere over deres provinser. Konstantin 2. var dog ikke tilfreds med sit territorium, som strategisk og økonomisk ikke var på højde med brødrenes. Da Constans, som sad på Italien og Nordafrika ikke ville afgive land til storebroderen, kom det til kamp mellem de to i 340. Konstantin 2. mistede sin hær, da den var i færd med at krydse Alperne og døde, da han blev offer for et overraskelsesangreb.
1. ↑  Navnet er anført på engelsk og stammer fra Wikidata hvor navnet endnu ikke findes på dansk.